# Удей Хусейн
Удей Саддам Хусейн (عدي صدام حسين Uday Saddam Hussein; * 18 червня 1964 — пом. 22 липня 2003, Мосул) — іракський політичний та державний функціонер. Старший син іракського диктатора Саддама Хусейна. Він обіймав численні посади спортивного голови, військового офіцера та бізнесмена, а також був головою Олімпійського комітету Іраку, Іракської футбольної асоціації та фідаїв Саддама. Удей разом з братом Кусеєм та його сином Мустафою були вбиті під час американського рейду на Мосул.

## Біографія
Удей народився в Багдаді 18 червня 1964 року в родині баасистського революціонера Саддама Хусейна і його дружини і двоюрідної сестри Саджиди Тальфа. Кілька років Удей вважався ймовірним наступником свого батька, але втратив місце спадкоємця свого молодшого брата Кусея через поранення під час замаху.
Повідомляється, що Удей був надзвичайно жорстоким і залякував передбачуваних ворогів, а також близьких друзів. Жертвами його насильства та люті часто ставали родичі та особисті знайомі. Твердження свідків припускають, що він був винний у зґвалтуваннях, вбивствах і тортурах, включаючи арешт і тортури іракських олімпійців і членів національної футбольної збірної кожного разу, коли вони програвали матч.
У 1984 році, після того як Удей закінчив університет, Саддам призначив його головою Олімпійського комітету Іраку та Іракської футбольної асоціації. У попередній ролі він катував спортсменів, які не зуміли перемогти. За словами Латіфа Яхії, ймовірного двійника Удея, «слово, яким можна його описати, є садист. Я думаю, що Саддам Хусейн мав більшу людяність, ніж Удей. Олімпійський комітет був не спортивним центром, це був світ Удея». Гравець і тренер Аммо Баба, футбольні команди якого виграли 18 турнірів і брали участь у трьох Олімпіадах, сказав, що покарання Удея знищило спортивні здібності гравців. Баба сказав, що половина іракських спортсменів змушена була залишити країну, і багато хто вдавав хворобу перед тим, як грати проти сильних суперників; нібито він сказав своїм друзям, що якщо він раптово помре, вони знатимуть причину.
Удай розлютив свого батька в 1988 році, коли публічно до смерті забив одного з особистих помічників Саддама. У результаті він був ненадовго ув'язнений, а потім засланий до Швейцарії. Після повернення до Іраку приблизно в 1990 році Удай став головою воєнізованого формування фідаїв. Він спостерігав за покаранням нелояльних солдатів під час і після війни в Перській затоці і вважався відповідальним за смерть двох своїх шуринів, які втекли до Йорданії, а потім повернулися до Іраку. Він був частково паралізований внаслідок замаху в 1996 році.
Приблизно до 2000 року жорстокість Удея, як повідомляється, відчужила його батька, і вважалося, що Саддам вирішив, що його наступником стане його більш стриманий другий син, Кусей. Коли Сполучені Штати розпочали вторгнення в Ірак у 2003 році, Удей і Кусей були оголошені другою і третьою з найбільш розшукуваних посадових осіб режиму Саддама. На гральних картах для ідентифікації особистості вони займали місця чирвового і хрестового тузів відповідно.

### Ліквідація Удея
22 липня 2003 року військовослужбовці 101-ї повітрянодесантної дивізії за підтримки сил спеціальних операцій вбили Удея, його брата Кусея Хусейна з 14-річним сином Мустафою та охоронця. Ліквідація відбулася під час рейду на будинок у місті Мосул на півночі Іраку. Діючи за повідомленням, наданим напередодні Навафом аль-Зайданом, двоюрідним братом і другом Саддама Хусейна, який багато тижнів переховував чотирьох втікачів у своєму домі, команда спецназу спробувала затримати всіх, хто був у будинку в той час. Після обстрілу спецназ відійшов і викликав підкріплення. Після поранення члена оперативної групи 121 десантний підрозділ оточив будинок і обстріляв його з ракет TOW, гранатомета Mk 19, кулеметів M2 і стрілецької зброї. Приблизно після чотирьох годин бою (уся операція тривала 6 годин) солдати увійшли в будинок і знайшли тіла чотирьох убитих, у тому числі двох братів і їхнього охоронця. Були повідомлення, що четвертим знайденим загиблим був 14-річний син Кусея Хусейн Мустафа. Бригадний генерал Френк Хелмік, помічник командира 101-ї повітрянодесантної дивізії, прокоментував, що всі мешканці будинку загинули під час перестрілки ще до того, як американські війська змогли увійти.